# Bodyboard

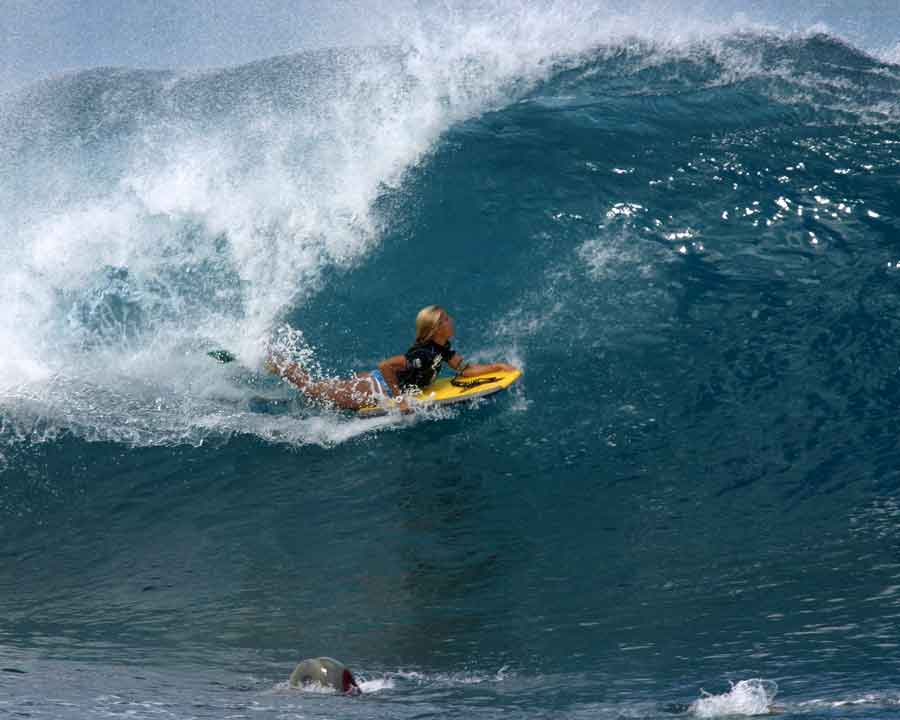
Bodyboarding auf Ozeanwellen vor Hawaii

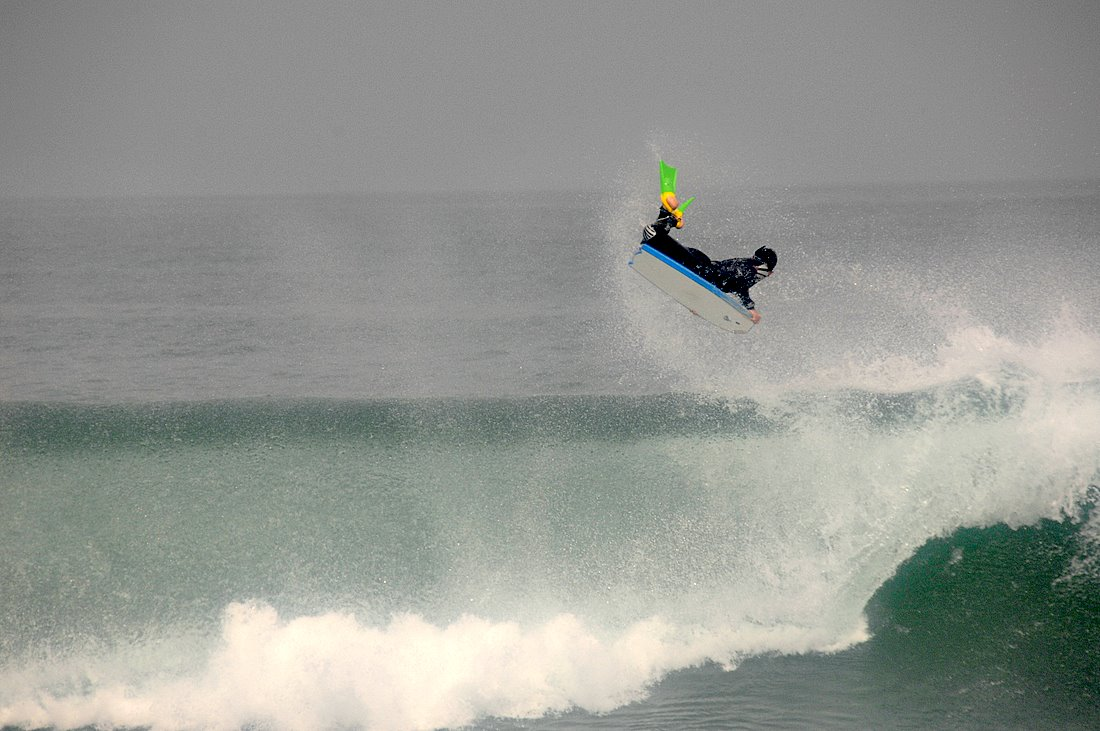
Der Brasilianer Francirley Ferreira zeigt einen der im modernen Profi-Bodyboarding üblich gewordenen Sprünge

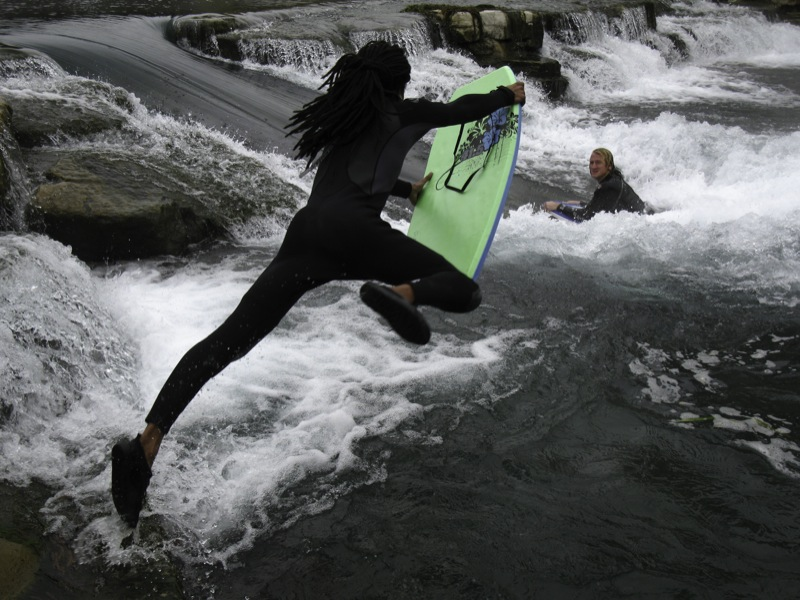
Bodyboarder an einer stehenden Welle (Mitte links Sprung in die Welle, rechts Surfen auf der Welle)

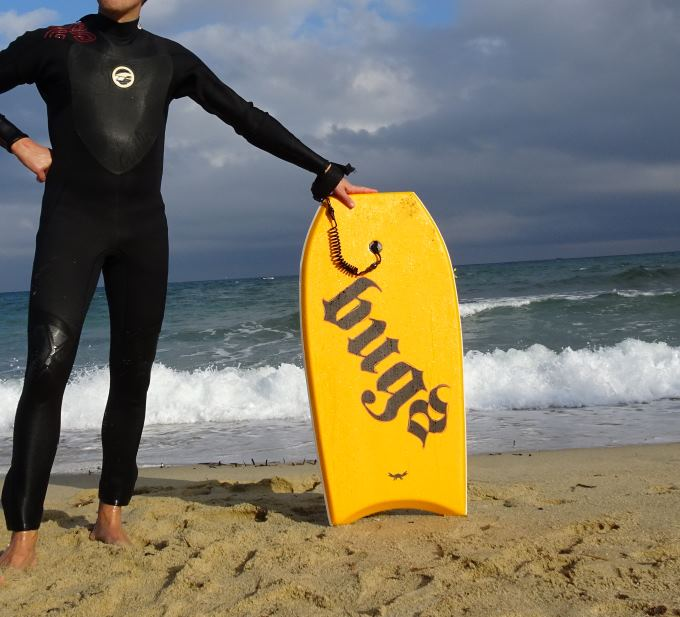
Bodyboard mit Crescent Tail

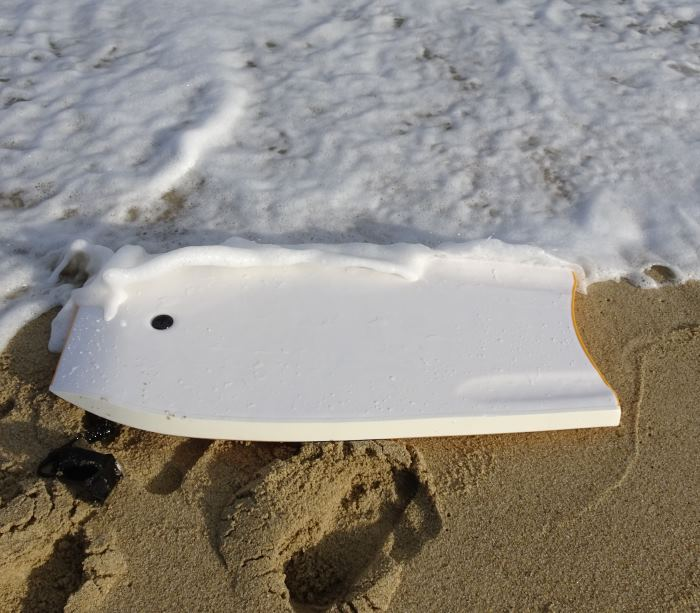
Bodyboard mit Channels

Das Bodyboard ist eine verkürzte Form eines Surfbrettes (siehe Wellenreiten) und wird im Gegensatz zum Wellenreiter hauptsächlich im Liegen gefahren. Geübtere Fahrer knien auch auf dem Board, das so genannte Drop-Knee-Fahren. Selten wird das Bodyboard stehend genutzt.

## Geschichte
Am 7. Juli 1971 wurde das Bodyboard von dem Surfer Tom Morey erfunden. Als Tom Morey an diesem Tag ohne sein Surfbrett unterwegs war, fand er eine verheißungsvolle Brandung. So borgte Morey sich ein elektrisches Tranchiermesser und ein Bügeleisen, wickelte etwas Schaumgummi in eine kleine rechteckige Matte und bedeckte diese mit Zeitungspapier. Er nannte seine Erfindung S.N.A.K.E. – Seite, Nabel, Arm, Knie, Ellenbogen. Erst 1973 schützte er den Namen Morey Boogie und baute unter diesem Label professionelle Bodyboards. Die Nachfrage stieg und so baute er bis 1977 ca. 80.000 Boards pro Jahr. Das Label wurde im Laufe der Zeit an viele Firmen weiterverkauft und ist bis heute eine der führenden Bodyboardmarken.

## Materialien
Das heutige Bodyboard besteht aus dem Hartschaumstoff Polyethylen (kurz PE) oder Polypropylen (kurz PP). PE eignet sich eher für kältere Gewässer und ist somit für die europäischen Gewässer besser geeignet. PP ist ein dichteres Material und eher für wärmere Gewässer geeignet. In kaltem Wasser nimmt die Steifheit des PP-Boards zu, wodurch die nötige Flexibilität verloren gehen kann. Durch seine Dichte ist PP aber unempfindlicher gegen das Eindringen von Wasser und haltbarer als PE. Es gibt noch viele weitere Namen, die von Herstellern erfunden wurden, um ihre Materialien zu bezeichnen, aber grundsätzlich handelt es sich um die beiden genannten Materialien. Zu guter Letzt gibt es noch die günstigen Supermarkt-Boards aus Schaumpolystyrol. Diese günstigen Nachbauten eignen sich bedingt für das Bodyboarden. Durch ihre Verarbeitung sind sie insbesondere bei schwereren Bodyboardern verhältnismäßig bruchanfällig und nicht für größere Wellen geeignet. Hochwertigere Bodyboards sind zur Reduzierung des Wasserwiderstandes und für ein besseres Angleiten auf der Welle mit einer hochverdichteten Polyethylen-Schicht (HDPE) überzogen.

## Bauformen
Der größte Unterschied in der Bauform liegt am Endstück, dem sogenannten Tail. Man unterscheidet hauptsächlich zwischen dem Crescent und dem Bat Tail. Das Crescent Tail hat die Form eines flachen Halbmondes und gewährt dem Board etwas weniger Flexibilität beim Fahren als das Bat Tail. Dadurch fährt es sich aber auch ruhiger und ist besser geeignet für den Anfänger oder für steile Wellen, da das Bodyboard auf Schwerpunktverlagerungen weniger stark reagiert und dadurch Fehler verzeihender ist. Das Bat Tail hat die Form einer Fledermausschwinge und verleiht dem Board eine wesentlich höhere Flexibilität und Drehfreudigkeit, was sich besonders beim Fahren von Tricks auszeichnet. Um das Fahrverhalten bei Boards mit Bat Tail positiv zu beeinflussen, wurden sogenannte Channels (Vertiefungen) auf der Unterseite des Boards eingeführt. Diese sollen das Board stabilisieren. Inzwischen gibt es viele Bauformen der Tails mit den unterschiedlichsten Namen, aber alle beruhen auf den zwei genannten.

## Zubehör
Zum Bodyboarden benötigt man folgende Utensilien:
1. Die Leash: Bei diesem unverzichtbaren Zubehörteil handelt es sich um eine Fangleine, die das Bodyboard am Handgelenk oder Oberarm des Bodyboarders verbindet. Sie sorgt dafür, dass der Surfer das Board bei einem Sturz nicht verliert. Idealerweise ist die Klett-Befestigung mit Neopren gepolstert, um Blutabschnürungen zu vermeiden und den Tragekomfort zu erhöhen.
2. Flossen: Sie sind eine wesentlich verkürztere Form der Taucherflossen, die am Schaft mit Torsionsversteifungen ausgestattet sind, um die Effizienz des Beinschlags zu erhöhen. Sie werden benötigt, um sich im Wasser schneller bewegen zu können und genug Fahrt beim Anpaddeln der Welle zu bekommen. Zum Schutz gegen das Aufreiben durch das harte Plastik kann man Neopren- oder Lycra-Socken tragen. Diese bieten dem Bodyboarder ebenfalls Schutz gegen Kälte. Da die Flossen sich insbesondere in stärkerer Brandung leicht vom Fuß lösen, kann man auch diese mit einer speziellen Leash schützen.
3. Neoprenanzug und Lycra:
Sie dienen als Schutz vor der Kälte im Wasser und als Schutz gegen Sonnenbrand. Beim Bodyboarden mit freiem Oberkörper kann man sich ohne die erwähnte Bekleidung Schürfwunden und Prellungen zuziehen.
4. Wax:
Entgegen der landläufigen Meinung, die sich aus dem Skisport verbreitet, wird das Hartwachs für den Bodyboard-Sport nicht auf der Unterseite des Bodyboards zur Erhöhung der Gleitfähigkeit aufgetragen, sondern wie beim Surfen auf der Oberseite: Dies soll die Rutschfestigkeit erhöhen. Normalerweise werden nur die Auflagefläche von Bauch und Unterarmen auf dem Board eingewachst. Angeboten wird das Wachs meist in 3 verschiedenen Sorten – jeweils für Anwendung in kalten/normalen/warmen Gewässern.

## Verbreitung in Deutschland
Der Sport ist im Vergleich zu anderen Surfsportarten noch ein Nischensport in Deutschland, der sich aber einer immer größeren Fangemeinde erfreut. Da das Bodyboard in den meisten Wellenverhältnissen ab 0,5 m zu nutzen ist, eignen sich auch die Wellen an der Nord- und Ostsee für den Sport. Sehr beliebte Spots sind jedoch auch die französische Atlantikküste sowie Portugal und die Kanarischen Inseln.